# Tvåvägskommunikation
Tvåvägskommunikation  är en form av kommunikation där rollerna som sändare och mottagare av budskap kan skifta, till skillnad från vid envägskommunikation där rollerna som sändare och mottagare är fasta. Ett vanligt samtal med två vänner, en diskussion eller en lektion där eleverna eller kursdeltagarna deltar med kommentarer och frågor är olika exempel på tvåvägskommunikation.
Teknisk term för tvåvägskommunikation är  duplex.